# 豪島
48°52′S 69°27′E / 48.867°S 69.450°E

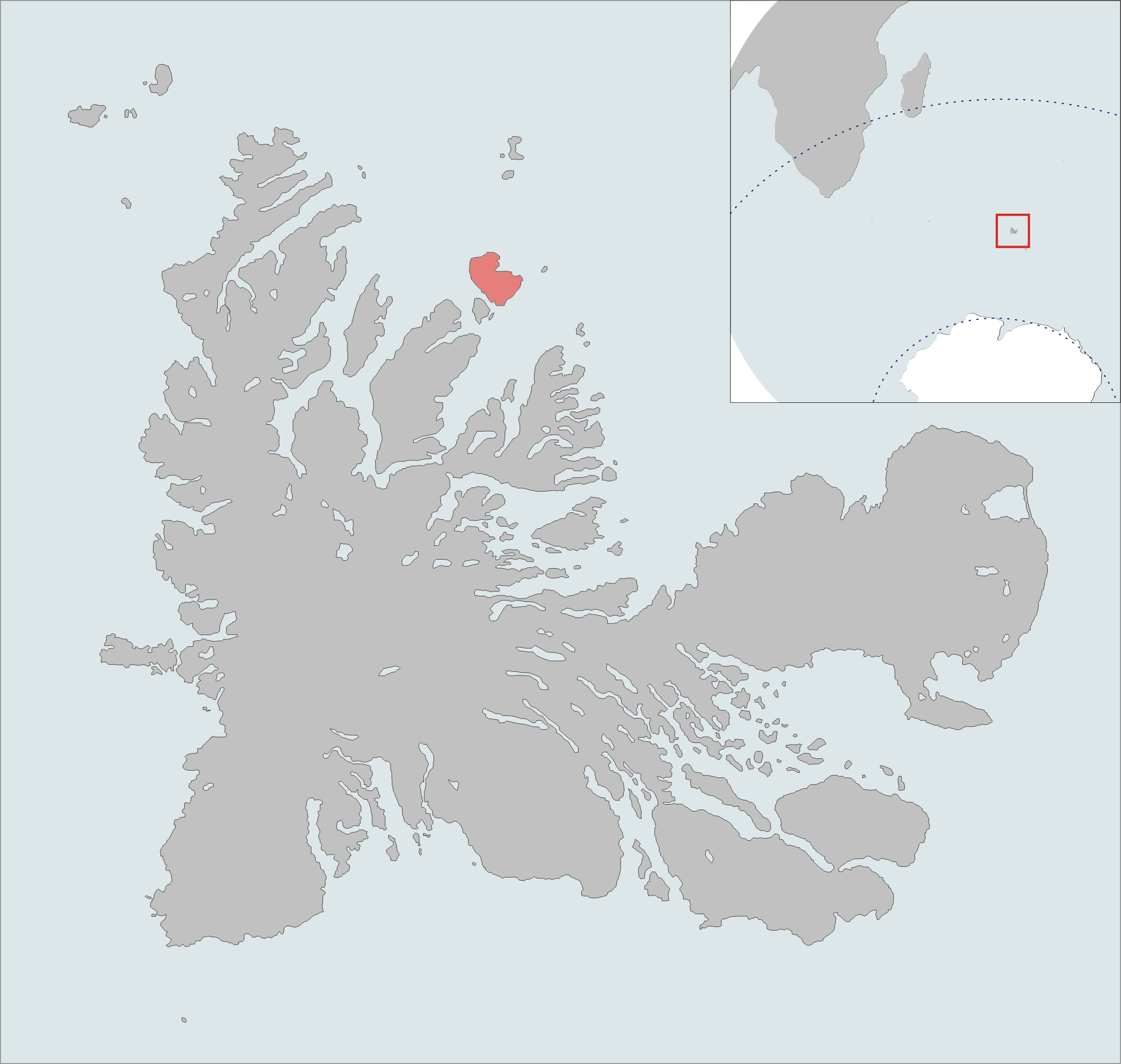

豪島（法語：Île Howe），是南極洲的島嶼，屬於凱爾蓋朗群島的一部分，由法屬南部領地負責管轄，長8公里，面積51平方公里，最高點海拔高度245米，島上無人居住。